# Трояни (Баштанський район)
Трояни́ — село в Україні, у Вільнозапорізькій сільській громаді Баштанського району Миколаївської області. Населення становить 204 особи.

## Населення

### Мова
Розподіл населення за рідною мовою за даними перепису 2001 року:
| Мова       | Кількість | Відсоток |
| ---------- | --------- | -------- |
| українська | 188       | 92.16 %  |
| російська  | 15        | 7.35 %   |
| румунська  | 1         | 0.49 %   |
| Усього     | 204       | 100 %    |

## Історія
Колишній орган місцевого самоврядування — Новополтавська сільська рада.

## Постаті
- Клименко Юрій Володимирович (1999—2024) — старший лейтенант Збройних сил України, учасник російсько-української війни.